# ADヴァスコ・ダ・ガマ
ADヴァスコ・ダ・ガマ (ポルトガル語: Associação Desportiva Vasco da Gama) は、ブラジル・アクレ州・リオブランコにホームを置くサッカークラブである。ブラジル国内にはヴァスコ・ダ・ガマと名乗るクラブが他にもあるため、ヴァスコ-AC (Vasco-AC、「アクレ州のヴァスコ」の意) と表記されることがある。

## 概要
1952年6月28日に創設された。ホームの試合には収容人数8,000人のエスタジオ・ジョゼ・デ・メロを使用する。これまでに3度カンピオナート・アクレアーノ（アクレ州選手権）に優勝している。クラブ名とチームカラーは有名なリオデジャネイロのCRヴァスコ・ダ・ガマから採られた。

## タイトル
- カンピオナート・アクレアーノ : 3回
  - 1965, 1999, 2001